# Nadleśnictwo Sieraków
Nadleśnictwo Sieraków – jednostka organizacyjna Lasów Państwowych, podległa Regionalnej Dyrekcji Lasów Państwowych w Poznaniu, której siedziba znajduje się w Puszczy Noteckiej, we wsi Bucharzewo koło Sierakowa.

## Gminy w obrębie nadleśnictwa
Grunty w stanie posiadania Nadleśnictwa Sieraków znajdują się na terenie 5 gmin woj. wielkopolskiego.
| gmina             | grunty nadl. (ha) | % pow. gminy |
| ----------------- | ----------------- | ------------ |
| gm. Sieraków      | 11824,68          | 58,2         |
| Kwilcz            | 11284,49          | 79,6         |
| Chrzypsko Wielkie | 795,09            | 9,42         |
| Pniewy            | 250,78            | 1,6          |
| Wronki            | 17,00             | 0,05         |

## Powierzchnia nadleśnictwa
Zasięg terytorialny jednostki obejmuje 33892 ha (339 km²). Powierzchnia nadleśnictwa wynosi zaś 14 147,64 ha, czyli 41,8% wspomnianego terenu. Lasy pokrywają około 13774,53 ha (137,74 km²), dając przez to bardzo wysoki wskaźnik lesistości na poziomie 97,2%. 8467,47 ha (84,7 km²), czyli 61,5% lasów, zajmują lasy ochronne.

## Skład gatunkowy drzew
| Rodzaj            | %      | %      |
| ----------------- | ------ | ------ |
| sosna zwyczajna   | 85,12% | 86,12% |
| pozostałe iglaste | 1,00%  | 86,12% |
| olcha             | 3,97%  | 13,88% |
| dąb               | 3,81%  | 13,88% |
| brzoza            | 3,31%  | 13,88% |
| buk               | 1,97%  | 13,88% |
| inne liściaste    | 0,82%  | 13,88% |
| Razem (Σ)         | 100%   | 100%   |

W składzie gatunkowym drzew panujących dominuje sosna zwyczajna (85,12%), tworząc monokulturę sosnową. Pozostałe gatunki iglaste (świerk pospolity, modrzew, daglezja) stanowią raptem 1,00% całego składu. Z gatunków liściastych dominują olcha, dąb i brzoza, których udział oscyluje w granicach 3-4%. Z innych liściastych również dość często występuje buk (prawie 2%). Pozostałe gatunki (np. jawor, jesion, grab, robinia akacjowa, topola, wierzby, lipy) stanowią 0,82% całego składu gatunkowego.

## Ochrona przyrody
Lasy ochronne, stanowią w Nadleśnictwie Sieraków około 63,8% powierzchni wszystkich lasów. 

Podział powierzchni lasów nadleśnictwa według kategorii ochronności ujęty został w tabeli.
| Typ ochrony lasu                                                | Pow. (ha) | % pow. l.ochr. |
| --------------------------------------------------------------- | --------- | -------------- |
| glebochronne                                                    | 4237,12   | 50,03          |
| wodochronne                                                     | 3641,47   | 43,00          |
| stanowiące ostoje zwierząt podlegających ochronie gatunkowej    | 337,51    | 4,00           |
| stanowiące drzewostany uszkodzone na skutek działania przemysłu | 239,06    | 2,82           |
| stanowiące drzewostany nasienne                                 | 12,42     | 0,15           |
| łącznie                                                         | 8467,58   | 100            |

### Obszary prawnie chronione
Oprócz lasów ochronnych na terenie Nadleśnictwa Sieraków występują inne obiekty i obszary podlegające ochronie prawnej.
1. 5 rezerwatów przyrody,
2. Pomniki przyrody: 39 drzew i grup drzew oraz 2 głazy narzutowe,
3. Sierakowski Park Krajobrazowy o powierzchni 30143 ha,
4. Stanowiska chronionych gatunków roślin i zwierząt (np. obszary Natura 2000).

#### Rezerwaty przyrody

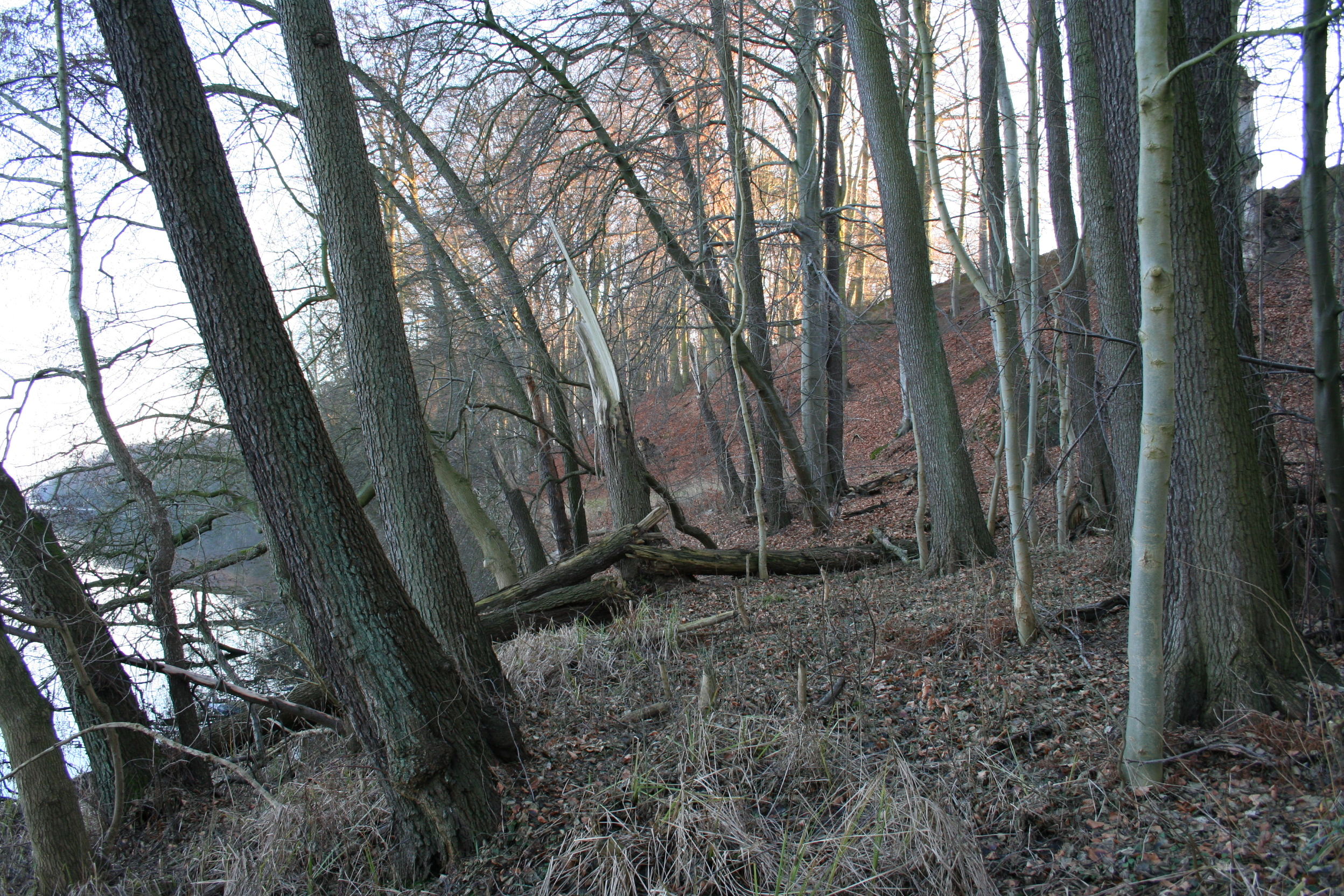
RP Buki n. jez. Lutomskim

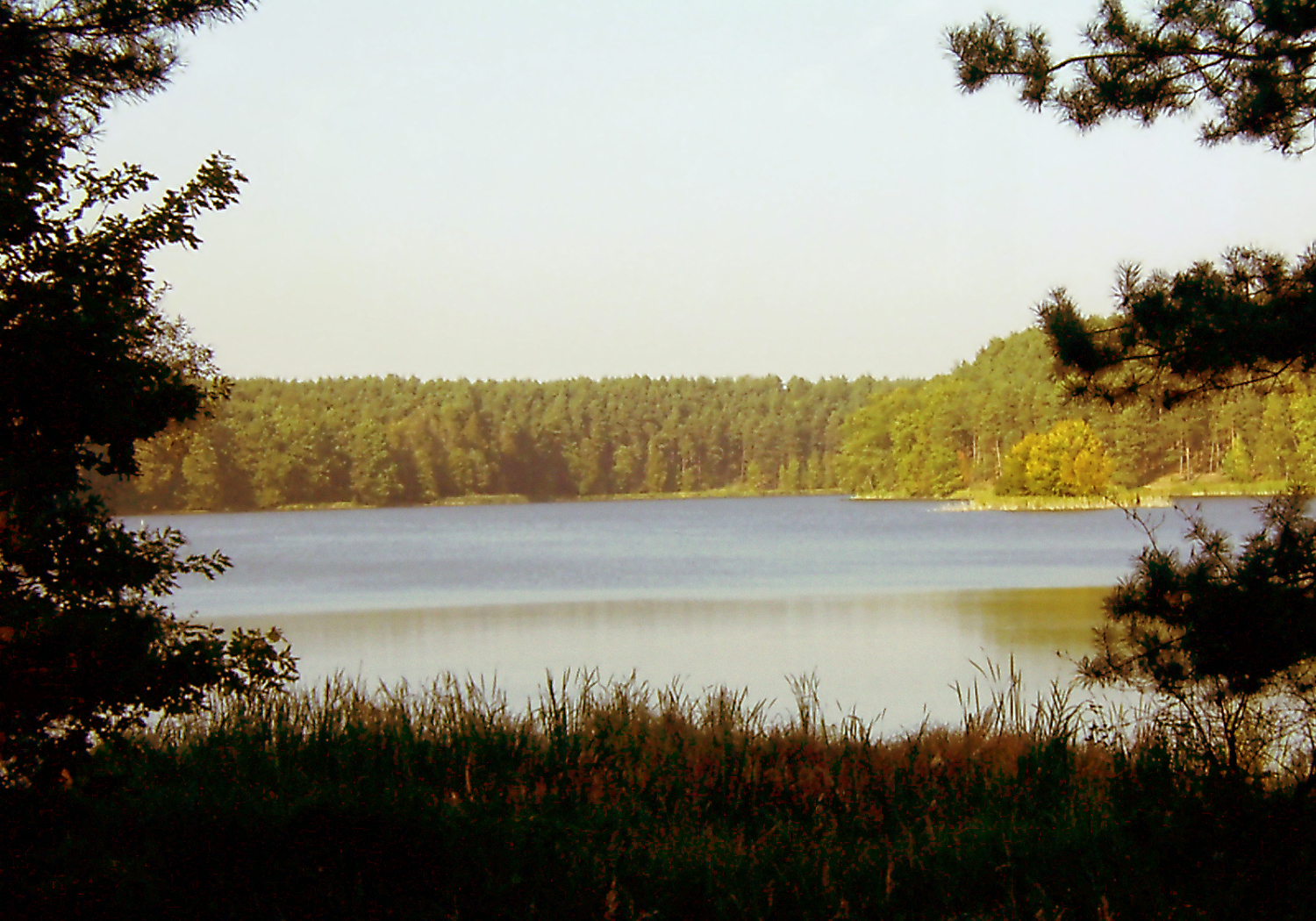
RP Cegliniec na wsch. brzegu jez. Mnich

Na terenie nadleśnictwa utworzono 5 rezerwatów przyrody. 
- RP Buki nad jez. Lutomskim - rezerwat leśny, utworzony w 1958 r., na powierzchni 55,17 ha, chroniący fragment najlepiej zachowanego w tej części kraju lasu bukowego o cechach zespołu naturalnego. Kształt rezerwatu jest wydłużony na długość liczącą około 3,5 km. Rezerwat położony jest na zachodnim zboczu rynny polodowcowej, której dno zajmuje jezioro Lutomskie, w obrębie leśnictwa Ławica, w gminie Sieraków.

- RP Bukowy Ostrów - najmłodszy, bo utworzony w 2006 r. oraz największy, bo liczący 77,92 ha, leśno-krajobrazowy rezerwat, stworzony celem ochrony unikatowego kompleksu roślinności wodnej, bagiennej i leśnej w krajobrazie piasków kemowych i zbiorników wodnych, rzadkich gatunków flory i fauny, a także zachodzących na tym obszarze procesów dynamiki, szczególnie fluktuacji i sukcesji. Jest to jedyny rezerwat nie zlokalizowany w gminie Sieraków. Położony jest na terenie gminy Kwilcz, w obrębie leśnictwa Stary Młyn.

- RP Cegliniec - rezerwat leśny, utworzony 8 marca 1960 r. na powierzchni 4,31 ha, w celu ochrony fragmentów lasu sosnowego na siedlisku boru mieszanego, który ocalał z klęski gradacji strzygoni choinówki mającej miejsce w Puszczy Noteckiej w latach 1922 - 1924. Rezerwat położony jest na wschodnim brzegu jeziora Mnich, w obrębie leśnictwa Kukułka.

- RP Czaple Wyspy - dwie wyspy o powierzchni 7,14 ha na jeziorze Kłosowskim, w obrębie leśn. Kukułka, zostały uznane za rezerwat faunistyczny w 1957 roku. Rezerwat ścisły utworzono w celu ochrony miejsc lęgowych rzadkich gatunków ptaków. Początkowo ochroną objęto czaplę siwą, która już tu nie gniazduje. Obecnie na wyspach chroni się takie gatunki jak kania czarna i sokół wędrowny. Poza tym na uwagę zasługuje również drzewostan porastający chroniony obszar, szczególnie 12 dębów o charakterze pomnikowym rosnących na mniejszej wyspie.

- RP Mszar nad Jeziorem Mnich - rezerwat torfowiskowy utworzony w 1967 r. na powierzchni 6,04 ha w obrębie leśn. Kukułka, w celu zachowania zbiorowiska roślin bagiennych oraz torfowiska przejściowego, utworzonego na jeziorze Mniszym o charakterze dystroficznym.

W planach jest także utworzenie pierwszego rezerwatu w gminie Chrzypsko Wielkie, w obrębie leśn. Śródka. Leśny rezerwat przyrody Ostoja Dębowa ma liczyć 4,09 ha i chronić ostoję dębów szypułkowych zlokalizowanych w śródeckich lasach.

#### Park krajobrazowy

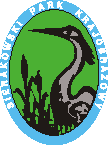
Logo Sierakowskiego P.K przedstawia sylwetkę czapli siwej, nawiązującej do RP Czaple W-y

Na terenie Nadleśnictwa Sieraków zlokalizowany jest Sierakowski Park Krajobrazowy, utworzony w 12 sierpnia 1991 roku staraniem ówczesnego Wojewody Poznańskiego dr-a Włodzimierza Łęckiego. Park chroni urozmaicony krajobraz młodoglacjalny, z licznymi pagórkami morenowymi, rynnami jeziornymi, dolinami rzek, wydmami oraz rozległymi i atrakcyjnymi kompleksami leśnymi. Obejmuje obszar 30143 ha (w tym 9898 ha lasów tj. 33% całej powierzchni i 2254 ha wód tj. 7,5% powierzchni). 
Wielką atrakcją Parku są jeziora polodowcowe, których jest 52, nie licząc akwenów małych o powierzchni poniżej 1 ha i stawów rybackich. 
Płynąca w północnej części Parku rzeka Warta dzieli Park na dwa bardzo zróżnicowane obszary: 
- w części północnej wydmowy teren Puszczy Noteckiej, prawie w całości porośnięty monokulturowymi lasami sosnowymi,
- w części południowej pagórkowaty teren morenowy z leżącymi w głębokich rynnach jeziorami, częściowo pokryty lasami liściastymi (m.in. partiami lasów bukowych i mieszanych). 
 Sierakowski P.K. jest jednym z najpopularniejszych obszarów turystycznych województwa wielkopolskiego.

## Edukacja przyrodniczo-leśna
Nadleśnictwo prowadzi edukację przyrodniczo-leśną zarówno w terenie jak i na miejscu, tj. w siedzibie nadleśnictwa. Właśnie tam zlokalizowana jest Salka Edukacyjna Leszczynowa Kraina, w której prowadzone są lekcje. Salka ta wyposażona jest w materiały i pomoce dydaktyczne, w tym także do prowadzenia edukacji osób niewidomych i niedowidzących. Znajduje się w niej diorama, w której dzieci jak i dorośli zapoznać się mogą z eksponatami.
Przy siedzibie nadleśnictwa znajduje się Ogród Przyrodniczo Edukacyjny Leśna Przygoda, na terenie którego znajduje się wiele urządzeń, eksponatów, tablic informacyjnych i interaktywnych, a także gry i zabawy związane z tematyką leśną. Warto nadmienić, że ogród został prawie w całości przystosowany dla potrzeb edukacji osób niewidomych i niedowidzących. Na terenie ogrodu znajduje się tzw. Ścieżka Zmysłów. Jest to krótki odcinek ścieżki której podłoże jest wypełnione kasztanami, żołędziami, zrębkami leśnymi oraz innymi fragmentami podłoża i runa, które można znaleźć w lesie.
Nadleśnictwo współpracuje z miejscowymi ośrodkami edukacji, przedszkolami, szkołami podstawowymi i ponadpodstawowymi, a także innymi organizacjami i instytucjami. Wymienione jednostki współdziałają z nadleśnictwem i biorą udział w akcjach takich jak Święto Drzewa, Czysty Las, Sadzenie Lasu z Chata Polską i inne.